# Anus (anatomie)

Sluitspieren

In de anatomie is de anus, Latijn voor ring, ook wel aars, de uitmonding van de endeldarm en daarmee het uiteinde van het spijsverteringskanaal van een zoogdier, vis of ongewerveld dier. De functie van de anus is de gecontroleerde uitdrijving van ontlasting: voedingsmateriaal die het dier niet kan verteren en waaruit voedingsstoffen zijn onttrokken, zoals cellulose, maar ook dode of overtollige darmbacteriën en andere endosymbionten, verlaten het lichaam via de anus. De anus wordt, behalve tijdens de ontlasting, door een sluitspier afgesloten.
Bij amfibieën, reptielen en vogels wordt de opening die dient voor de uitscheiding van afvalstoffen ook gebruikt voor genitale afscheidingen, zoals eieren. Deze opening wordt de cloaca genoemd. Primitieve zoogdieren met een cloaca worden cloacadieren genoemd. Placentadieren hebben volledig gescheiden openingen en kanalen voor ontlasting, urine en voortplanting.
De vorming van de anus en de mondopening is een cruciale stap in de embryonale ontwikkeling. De anus ontwikkelt zich bij twee grote groepen in het dierenrijk, de protostomen en deuterostomen, op verschillende manieren. Het wordt beschouwd als een van de belangrijke evolutionaire ontwikkelingen in het dierenrijk, samen met het bilaterale lichaamsplan, het coeloom en metamerisme.
Zetpillen worden in de anus ingebracht. Een klysma is een darmspoeling via de anus. Met een anaaltampon kan de functie van de sluitspier, het ophouden van de ontlasting, worden overgenomen wanneer deze niet meer goed functioneert.

## Ontwikkeling
Bij de meeste dieren ontstaat aan het begin van de embryonale ontwikkeling aan één kant een instulping, de blastoporus, die zich verdiept tot het archenteron, een rudimentaire holte die zich ontwikkelt tot het darmkanaal. In Deuterostomia vormt zich uit de oorspronkelijke instulping de anus; het archenteron tunnelt door en vormt later een tweede opening, de mond. Bij Protostomia wordt juist de mond als eerst gevormd, de anus ontstaat later als tweede opening. Onderzoek naar de protostome ontwikkeling wijst uit dat de randen van de instulping over het midden sluiten, waardoor er twee openingen overblijven die de mond en anus worden.

## Bij de mens
De anus bij de mens bestaat uit twee tussen de massief-vlezige billen ingebedde sluitspieren of sfincters, namelijk de uitwendige dwarsgestreepte sluitspier, de musculus sphincter ani externus, die willekeurig kan worden bediend tot afsluiting van het rectum, de monding van de endeldarm en de inwendige sluitspier, de musculus sphincter ani internus, die uit glad spierweefsel bestaat en onwillekeurig is. Verder is de anus goed doorbloed en lopen er grote aders doorheen.
Onverteerbare resten van de voeding, door de lever uitgescheiden galkleurstoffen, afgestoten slijmvliescellen en bacteriën die in darmen zijn gegroeid, worden door de anus als ontlasting uit het lichaam verwijderd.
De huid van en rond de anus is, net als de lippen, dichtbezet met gevoelszenuwen. De anus wordt tot de erogene zones gerekend. Aanraking kan tot seksuele opwinding aanleiding geven en er zijn dan ook verschillende vormen van anale seks.
Rond de anus groeit vaak schaamhaar, vooral bij volwassen mannen. Dat wordt soms om praktische, esthetische of erotische redenen afgeschoren, bijvoorbeeld voor een operatie. Er kan reden zijn om de anus te bleken.

### Aandoeningen van de anus
Veel voorkomende anale aandoeningen zijn onder andere aambeien, fissuren, fistels, eczeem en schimmelinfecties van de perianale huid. Anusatresie is een aangeboren aandoening waarbij de anus ontbreekt of sterk afwijkend is aangelegd.

## Afbeeldingen

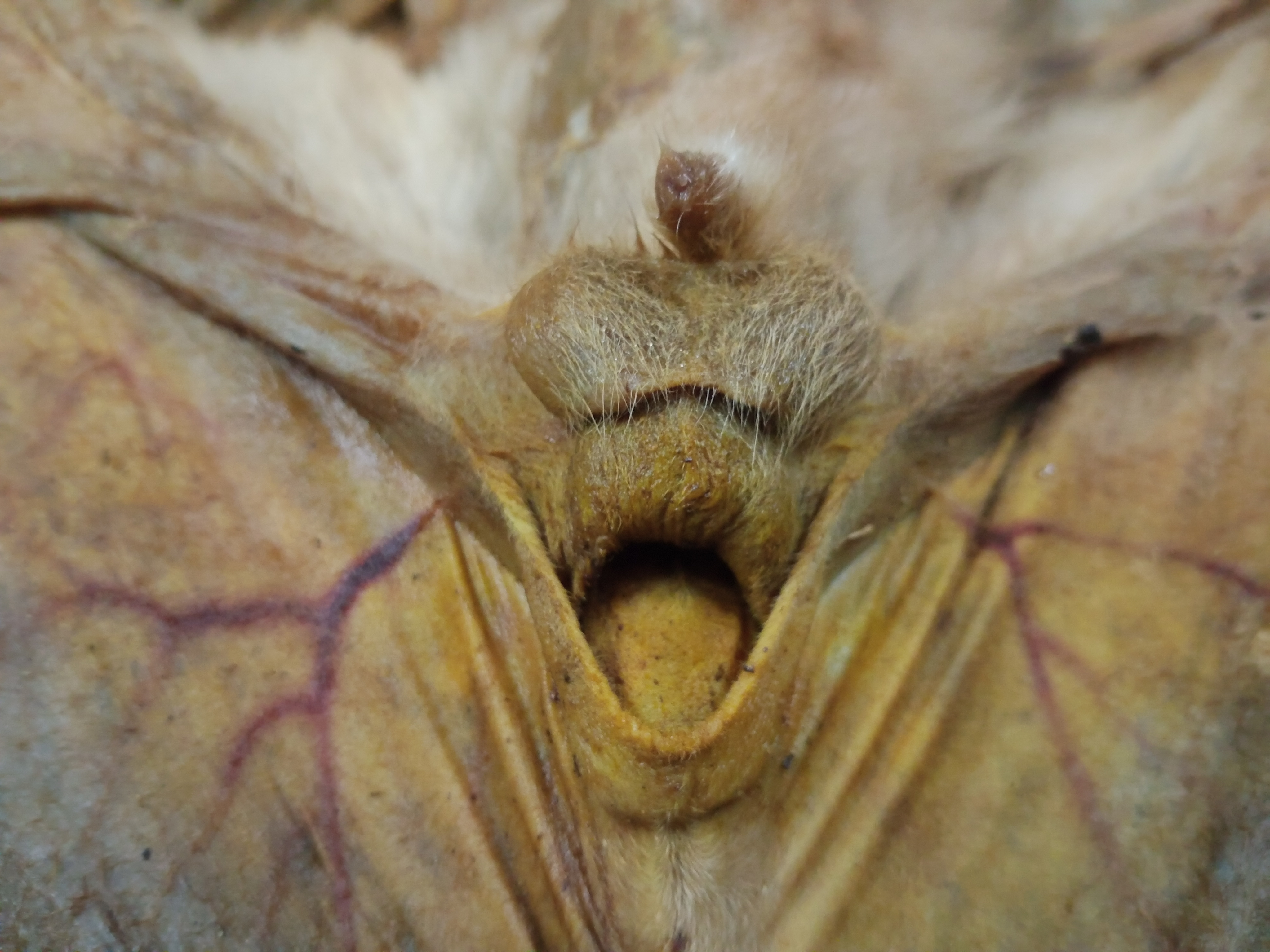
Anus van een Maleise vliegende kat
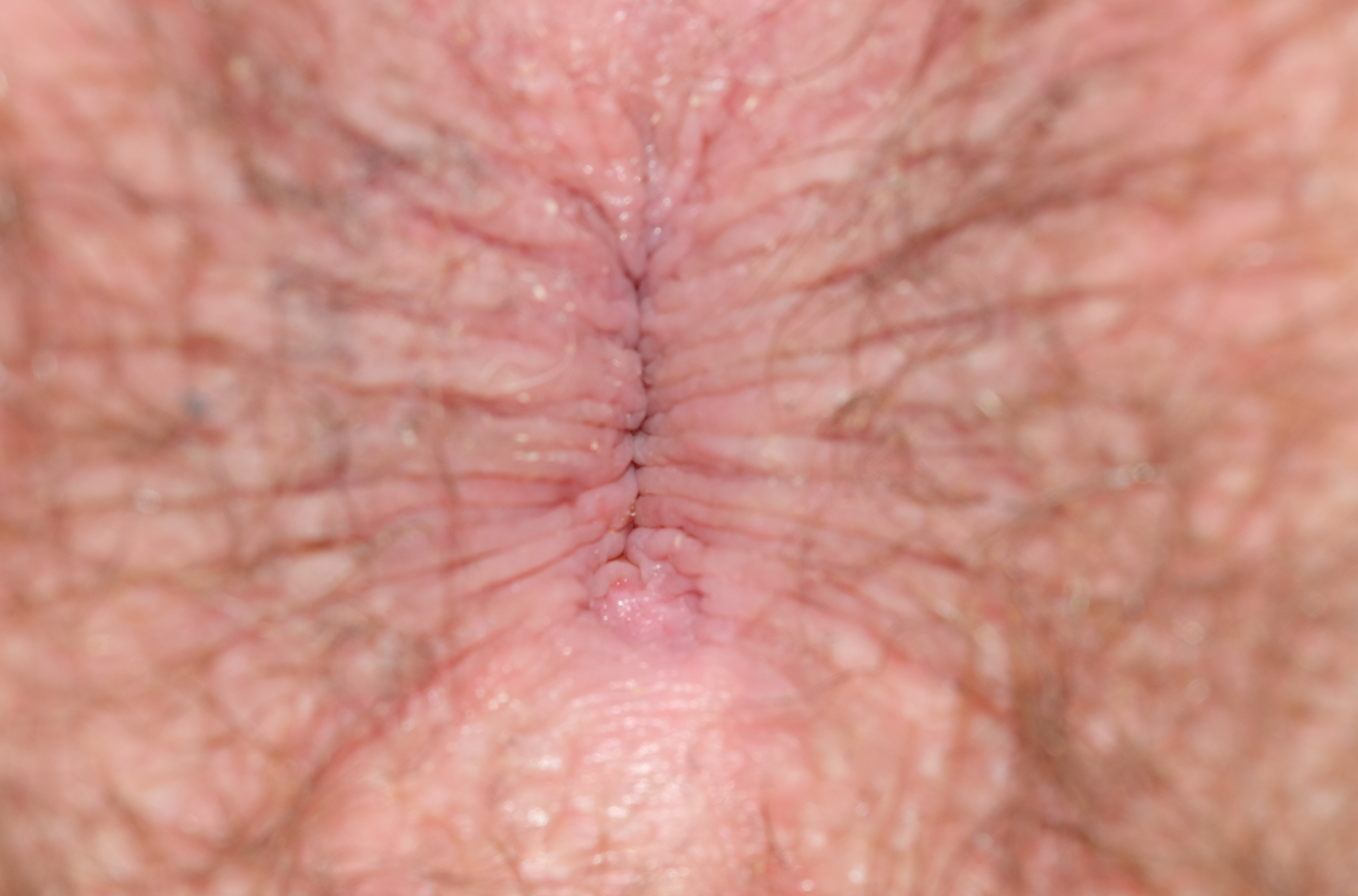
Anus met gesloten sluitspier van een mens
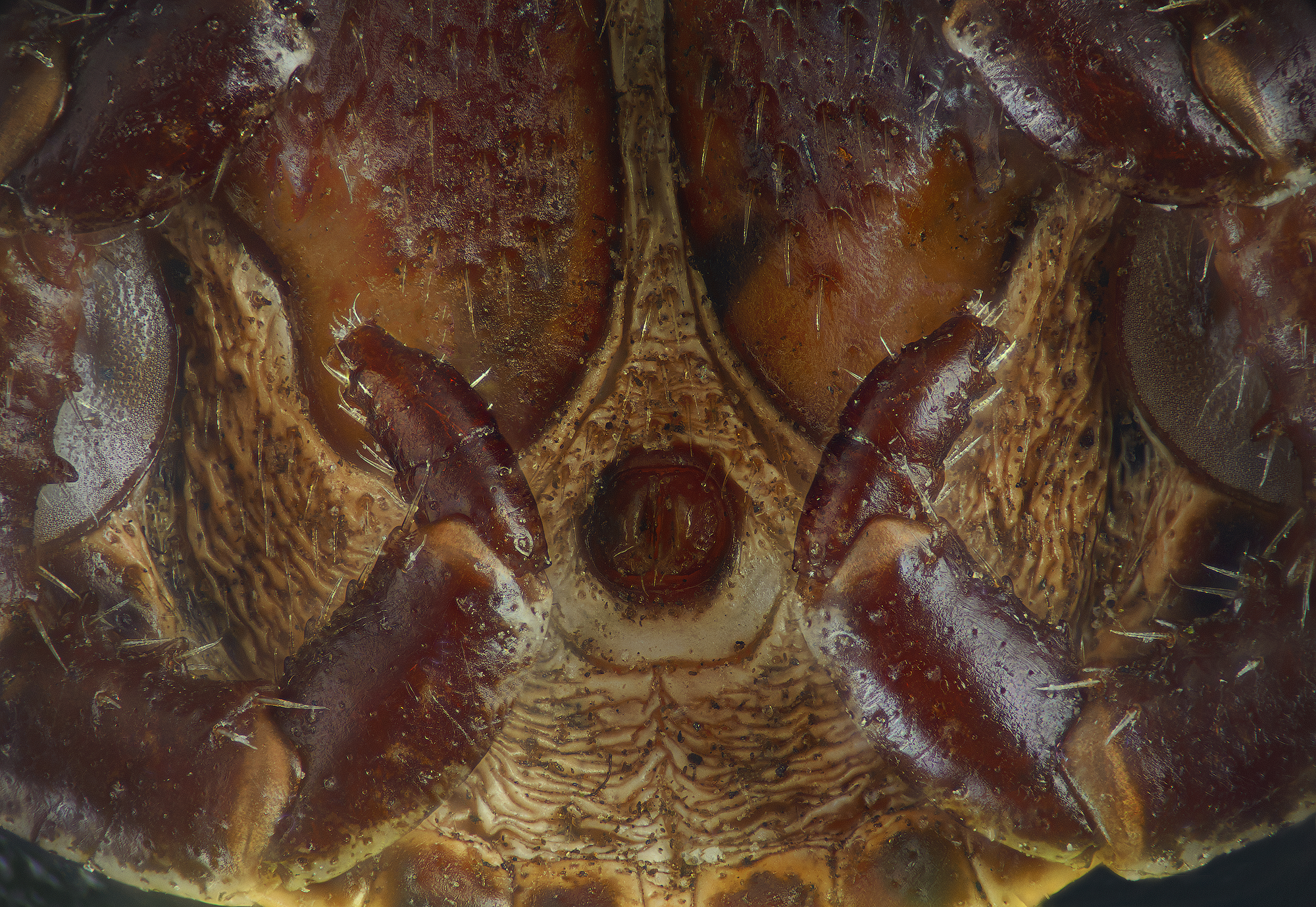
Bij een teek
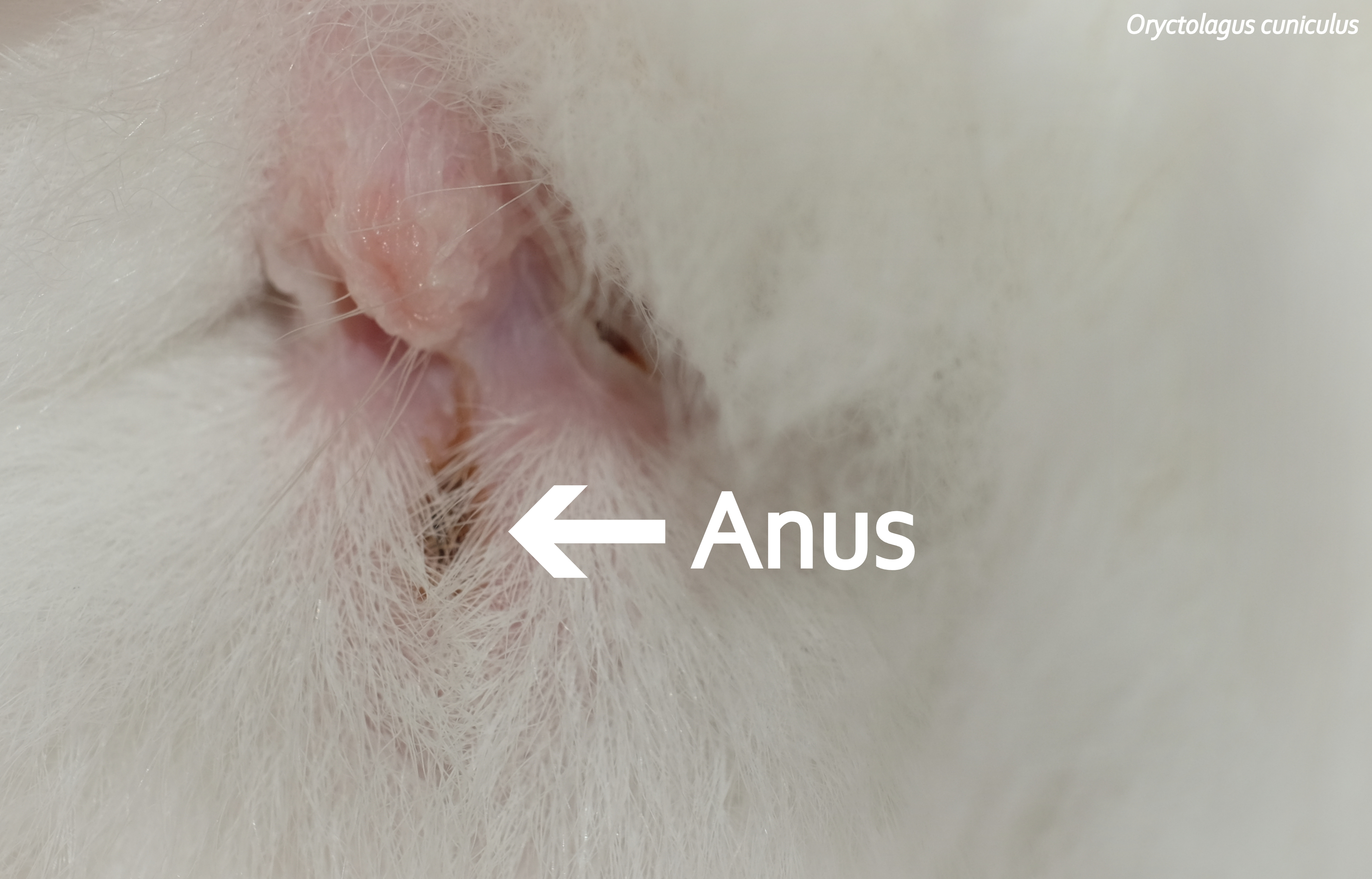
en een konijn

Mond · 
Huig · 
Keel · 
Farynx · 
Strotklepje · 
Slokdarm · 
Maag · 
Twaalfvingerige darm · 
Papil van Vater · 
Alvleesklier · 
Lever · 
Galblaas · 
Nuchtere darm · 
Kronkeldarm · 
Dunne darm · 
Blindedarm · 
Wormvormig aanhangsel · 
Dikke darm · 
Endeldarm · 
Anus